# Stagonospora hyalospora
Stagonospora hyalospora är en svampart som först beskrevs av Miles Joseph Berkeley, och fick sitt nu gällande namn av Pier Andrea Saccardo 1884. Stagonospora hyalospora ingår i släktet Stagonospora och familjen Phaeosphaeriaceae.   Inga underarter finns listade i Catalogue of Life.